# Будар, Бено
Бе́но Бу́дар (в.-луж. Beno Budar; 19 марта 1946, Виттихенау, Саксония — 8 октября 2023, Драйхойзер, Баутцен) — лужицкий писатель, поэт, переводчик и журналист. Писал на верхнелужицком языке.

## Биография
Родился 19 марта 1946 года в городе Виттихенау (Кулов). Обучался в различных лужицких средних учебных заведениях, в частности в Сербской гимназии в Будишине. После получения среднего образования поступил на факультет славистики Лейпцигского университета, который закончил в 1969 году с дипломом специалиста по славянским языкам. В 1967—1968 годах изучал русистику в Ростове-на-Дону. С 1969 года работал редактором в издательстве «Домовина». Занимался общественной деятельностью; в 1989—1990 годах был в оппозиции к Лужицкому национальному собранию.
С 1990 года являлся главным редактором верхнелужицкого детского журнала «Płomjo» и с 2004 года — главным редактором нижнелужицкого детского журнала «Płomje». С 1998 года возглавлял лужицкое литературное общество «Rosenthaler».
Умер 8 октября 2023 года в возрасте 77 лет.

## Сочинения
Занимался переводами со славянских языков.
- Mikus a Dajkus, поэтический сборник (1978);
- W susodstwje makrelow, проза (1979);
- Spać w meji měli zakazać, поэтический сборник (1983);
- Na křižerjach, драма (1985);
- Wokomiki słónca (2001);
- Tež ja mějach zbožo (2006);
- Mała Sněženka (2007);
- Widźu nana, widźu mać (2007);
- Cyblowe suknički, антология лужицкой прозы (2008);
- Serbska poezija 38 — Beno Budar (2009);
- Cowboy Tom abo dyrdomdej ze zaka (2009);
- Dźens sym połsta dubow sadźił (2011).

## Награды
- Лауреат премии имени Якуба Чишинского (2013);
- Лауреат премии «Домовины».